# 拜拉克塔尔TB2
拜拉克塔尔TB2（土耳其語：Bayraktar TB2；又译巴伊拉克塔尔、贝拉克塔、旗手或少尉）是土耳其巴伊卡尔公司开发的一款中空长航时(MALE)无人作战飞机(UCAV)，由軍事工程師塞尔丘克·巴伊拉克塔尔开发，軍工企業巴伊卡尔公司研发和製造。因受到制裁，現版本由土耳其引擎工業負責自主化的動力系統，偵搜系统来自Aselsan。该机型作战半径達300公里，可远距操控和自动飞行作战，与安卡並列為土耳其空軍现有的主力无人机。除主要用戶土耳其外，亦有一些海外訂單。

## 發展史
為了防止土耳其對付庫德族，美國禁止出口無人機給土耳其，因此土耳其決定自行研發TB2無人機。
巴伊卡尔在2011年研發出TB1無人機交付給土耳其軍隊，並開始著手新一代的無人機作戰系統。2014年8月，TB2首飛。2015年12月18日，與 Roketsan 合作，發布了一段關於巴伊拉克塔尔TB2試射導彈的影片。Roketsan的MAM和TUBITAK-SAGE的BOZOK激光制導炸彈首次進行了測試。

## 战史

### 第二次利比亞內戰
- 2020年第二次利比亞內戰期间，土耳其支持的“民族团结政府”与受俄国、法国、埃及、约旦、阿联酋等国支持的“利比亞國民軍”分别使用无人机攻击对方无人机。使用TB2无人机的政府军曾造成国民军大量损失，短时间内曾一度横行天空。[5][12]。

### 2020年納戈爾諾-卡拉巴赫戰爭
- 2020年6月，阿塞拜疆在2020年納戈爾諾-卡拉巴赫戰爭中使用了旗手TB-2无人机[13]，并利用其摧毁了多个亚美尼亚移动防空系统、坦克和其他车辆[14]，据Treadstone 71统计，由旗手TB-2无人机对亚美尼亚造成的军事装备损失价值超过19亿美元[15]。

### 2022年俄羅斯入侵烏克蘭
- 乌克兰武装部队使用TB-2無人機打击俄方目标[16]。乌军的该型无人机除直接利用其携带的MAM-L和MAM系列灵巧炸弹摧毁了大量俄军装备[17]之外，还常用于为乌军空袭和其他远程火力打击提供观察校射和战果确认。例如在蛇岛战役中，TB-2无人机曾观测了乌军苏-27战斗机对岛上俄军目标的轰炸[18]，还帮助修正了2S22 Bohdana自行火炮等远程火力对岛上俄军的轰击[19]。

- 2022年当地时间5月9日晚，在蛇島戰役中，乌军使用TB-2無人機發射的雷射制導炸彈擊落俄羅斯聯邦第487獨立直升機團所屬的一架Mi-8直升機（蓝色92号）[20]，創下史上首次無人機擊落敌方载人航空器的紀錄[21]。

## 造价与售价
单台成本估计低至 100 万美元或 200 万美元。
2022年1月乌克兰与土耳其达成的军售合同中，16架巴伊拉克塔尔TB2无人机售价总计约6000万美元。

## 指挥和控制
无人机是由地面控制站来控制的，控制站设置在基于北约标准的ACE-III移动式工作间内。控制人员包括了飞行员、设备操作员和图像判读员或任务指挥官。控制站内装有储物架、空调、三防过滤系统、动力供应单元、无线通信系统和内部通信系统。每个操作员前面都有双屏幕以及用于实时命令、控制和监视的操作员界面软件。

## 數位飞行控制系统[24]
装备三余度航电控制系统，包括微型控制器、发动机控制器、伺服动力控制、发动机信号处理与输入/输出设备、GPS接受设备。此外，机上还装有大气数据传感器、激光高度仪和油料传感器。飞行控制系统可以让无人机在不需要外接辅助传感器的情况下，完成自动滑行、起飞、导航、降落和停机操作。传感器融合结构使用了现代化的非线性控制技术，实现了对无人机良好的控制与导航。执行任务时，无人机也可以转换到半自动控制模式。标准搭载设备则包括光电照相设备、红外照相机、激光指示器、激光测距仪和激光指针。所有主要的机载航电设备、软件和硬件目前都在不断发展。

## 缺点
巴伊拉克塔尔TB2的外挂点只有4个，相对偏少，火力持续性较弱。
针对防空系统不完善的一方有压制性优势，但是对拥有完善防空体系和电子战能力的一方优势较弱。随着俄军防空系统的在乌克兰东部展开和对其性能特点的了解，巴伊拉克塔尔TB2的战果逐渐减少，损失开始增加。由于机型较大移动相对缓慢，而且只能在中等高度飞行，很多TB-2无人机已经被俄军的防空系统摧毁。另外俄军的电子战干扰和破坏通信链路能力减少了乌克兰方的使用。

## 用戶
- 科威特—「國防新聞」2023年6月14日報導，科威特與土耳其達成協議，將斥資3.6億美元（約新臺幣110.6億元），採購在烏俄戰爭表現優異的TB2武裝無人機[25]
- 沙烏地阿拉伯—一位要求不具名的阿拉伯國家駐利雅德外交官於2023年表示，沙烏地將會採購拜拉克塔TB2攻擊無人機[26]。
- 羅馬尼亞—罗马尼亚议会批准國防部向巴伊克防務公司，為陸軍採購18架拜拉克塔爾TB2無人機[27]。
- 科索沃：科索沃总理阿尔宾·库尔蒂2023年7月於個人Facebook專頁發出一系列與土耳其製TB2「旗手」無人機的合照，宣布科索沃安全部隊將部署該型無人機[28]。
- [29]
- 衣索比亞[30][31][32][33][34][35][36][37]
- （已訂購3架並已付運）[38][39][40][41]
- 利比亞[42]
  - 民族團結政府 (利比亞)
- 摩洛哥（已訂購19架，首架於2021年9月21日到貨）[43][44][45][46]
- 巴基斯坦（已於2022年1月收取）[47]
- 波蘭（已訂購24架，2022年內到貨）[48]
- （6架現役中）[49]
- 布吉納法索
- 土耳其：
  - 土耳其陆军—110架現役[50]
  - 宪兵总司令部–Elazig宪兵无人机司令部18架現役[51][52]
  - 安全总局–隶属于航空部。2016年6架TB-2进入库存，2019年6架TB-2S进入库存MAM（智能微型弹药）[53][54][55][56]
  - 土耳其国家情报组织 - 自 2015 年起使用 TB-2[57][58][59][60]
  - 土耳其海军–6 TCB TB-2[61][62][63][64][65]

- [66]在一次阅兵中出现
- 乌克兰:
  -  空軍：6架服役中，已预订48架。[67][68][69]
  -  海軍：2021年7月15日，乌克兰海军接收首架巴伊卡尔「旗手」TB2無人機[70]，并计划在2022年底前再购买四架[71]。

- 伊拉克：伊拉克國防部長宣布伊拉克將會訂購TB2無人機以及T129攻擊直升機，當中的8架無人機已經訂購。[72][73][74]
- 尼日尔：已下訂六架[75]

- 塞爾維亞：2020年10月，塞尔维亚总统亚历山大·武契奇认为无人机是“昂贵但明智的投资”，并表示有兴趣购买土耳其制造的旗手TB-2武装无人机。[76][77][78]
- 阿尔巴尼亚：2021年7月3日，阿尔巴尼亚宣布计划訂購旗手TB2無人機[79]
- 保加利亚
  - 保加利亚武装部队[80]
- 匈牙利
  - 匈牙利國防軍[81][82]
- — 2020年11月27日，俄罗斯通讯社RIA Novosti声称，在看到第二次纳戈尔诺-卡拉巴赫战争中旗手無人機的成功表現后，哈萨克斯坦正考慮將採購對象從中国无人机改為旗手TB2无人机[83]
- 拉脫維亞
  - 拉脱维亚国家武装部队[84][85]
- 阿曼
  - 阿曼苏丹武装部队 - 据说阿曼国防部和土耳其国防部已就采购巴伊拉克塔尔TB2无人机达成初步谅解[86][87]
- 卢旺达
  - 卢旺达国防军[88]
- - 索马里空军 —无人机可能是土耳其通过“非洲卡尔塔利行动”重建和补充武装部队的一部分。

## 備註
1. ↑  直譯